# Heteropterys

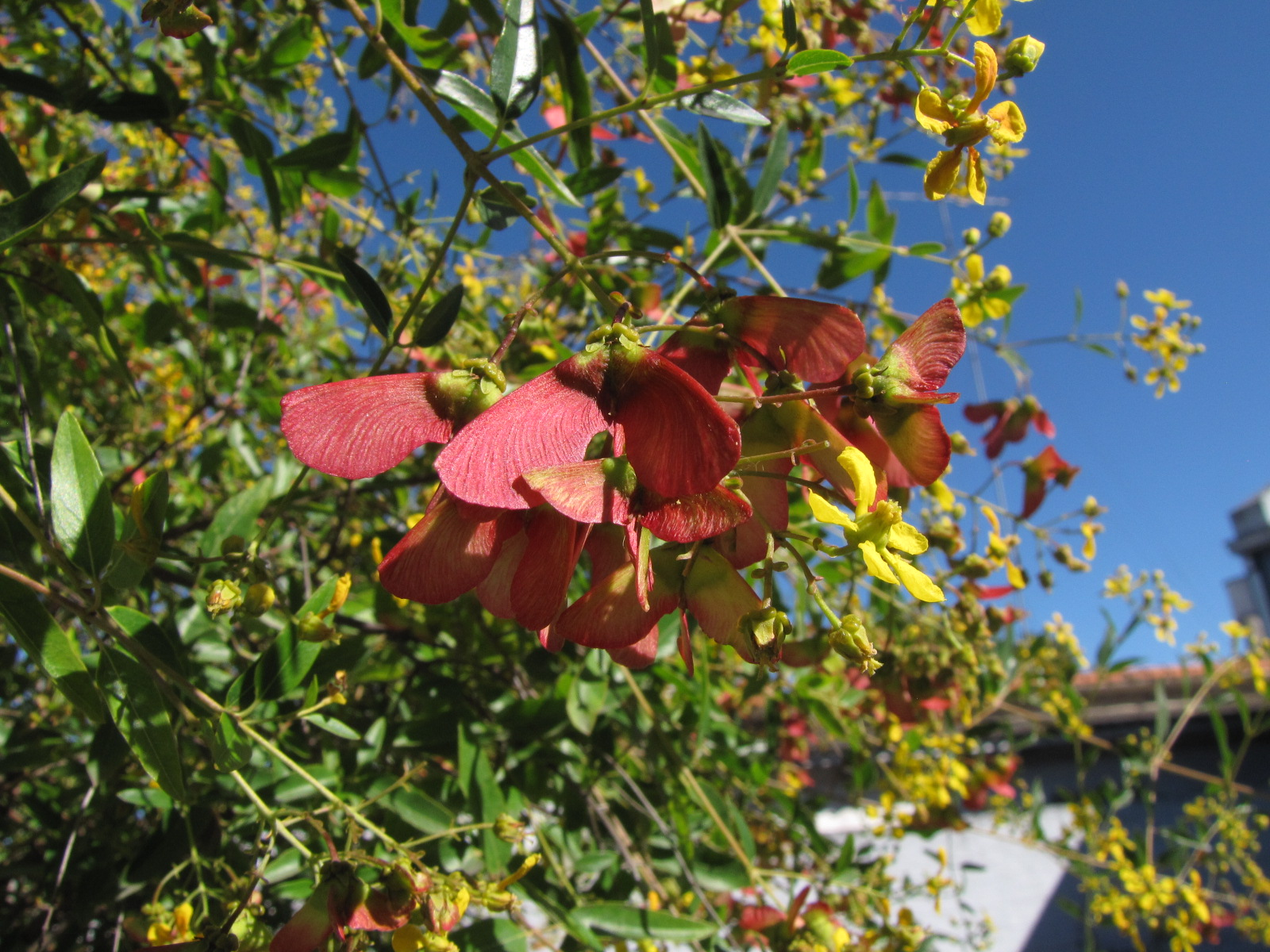
Heteropterys umbellata

A Heteropterys a Malpighiales rendjébe és a malpighicserjefélék (Malpighiaceae) családjába tartozó nemzetség.

## Rendszerezés
A nemzetségbe az alábbi 141 faj tartozik:
- Heteropterys actinoctenia W.R. Anderson
- Heteropterys admirabilis Amorim
- Heteropterys aenea Griseb.
- Heteropterys aequatorialis W.R. Anderson
- Heteropterys alata (W.R.Anderson) W.R.Anderson
- Heteropterys aliciae W.R.Anderson
- Heteropterys alternifolia W.R. Anderson
- Heteropterys amplexicaulis Morong
- Heteropterys andersonii Amorim
- Heteropterys andina Amorim
- Heteropterys arenaria Markgr.
- Heteropterys argyrophaea A.Juss.
- Heteropterys atabapensis W.R.Anderson
- Heteropterys aureosericea Cuatrec.
- Heteropterys ayacuchensis W.R.Anderson
- Heteropterys bahiensis Nied.
- Heteropterys banksiifolia Griseb.
- Heteropterys berteroana A.Juss.
- Heteropterys bicolor A.Juss.
- Heteropterys biglandulosa A. Juss.
- Heteropterys brachiata (L.) DC.
- Heteropterys bullata Amorim
- Heteropterys buricana Cuatrec. & Croat
- Heteropterys byrsonimifolia A.Juss.
- Heteropterys caducibracteata W.R. Anderson
- Heteropterys campestris A.Juss.
- Heteropterys canaminensis (Rusby) Nied.
- Heteropterys capixaba Amorim
- Heteropterys catingarum A. Juss.
- Heteropterys catoptera W.R. Anderson
- Heteropterys chrysophylla (Lam.) Kunth
- Heteropterys ciliata Nied.
- Heteropterys cochleosperma A.Juss.
- Heteropterys coleoptera A.Juss.
- Heteropterys conformis W.R. Anderson
- Heteropterys cordifolia Moric.
- Heteropterys coriacea A.Juss.
- Heteropterys corumbensis Kuntze
- Heteropterys cotinifolia A. Juss.
- Heteropterys crenulata Mart.
- Heteropterys crinigera Griseb.
- Heteropterys cristata Benth.
- Heteropterys cuatrecasasii W.R.Anderson
- Heteropterys cultriformis Chodat
- Heteropterys dichromocalyx W.R.Anderson
- Heteropterys discolor A.Juss.
- Heteropterys dumetorum (Griseb.) Nied.
- Heteropterys dusenii Nied.
- Heteropterys eglandulosa A.Juss.
- Heteropterys escalloniifolia A.Juss.
- Heteropterys falcifera A. Juss.
- Heteropterys floridana Cuatrec.
- Heteropterys fluminensis (Griseb.) W.R.Anderson
- Heteropterys fruticosa W.R. Anderson
- Heteropterys fulva Cuatrec.
- Heteropterys gentlei Lundell
- Heteropterys glabra Hook. & Arn.
- Heteropterys grandiflora A.Juss.
- Heteropterys guianensis W.R. Anderson
- Heteropterys hammelii W.R. Anderson
- Heteropterys hatschbachii W.R. Anderson
- Heteropterys hoffmanii W.R. Anderson
- Heteropterys huberi W.R.Anderson
- Heteropterys hypericifolia A.Juss.
- Heteropterys imperata Amorim
- Heteropterys intermedia (A.Juss.) Griseb.
- Heteropterys jardimii Amorim
- Heteropterys krapovickasii W.R.Anderson
- Heteropterys lanceolata (Nied.) Herter
- Heteropterys laurifolia (L.) A.Juss.
- Heteropterys leona (Cav.) Exell
- Heteropterys leschenaultiana A.Juss.
- Heteropterys lindeniana A. Juss.
- Heteropterys lonicerifolia Triana & Planch.
- Heteropterys macradena (DC.) W.R.Anderson
- Heteropterys macrostachya A.Juss.
- Heteropterys magnifica W.R. Anderson
- Heteropterys maguirei W.R.Anderson
- Heteropterys marginata W.R.Anderson
- Heteropterys marleneae W.R.Anderson
- Heteropterys mathewsiana A.Juss.
- Heteropterys megaptera A.Juss.
- Heteropterys minutiflora Amorim
- Heteropterys molesta W.R.Anderson
- Heteropterys mollis (Nied.) Nied.
- Heteropterys mulgurae W.R.Anderson
- Heteropterys murcapiresii W.R. Anderson
- Heteropterys neblinensis W.R.Anderson
- Heteropterys nervosa A.Juss.
- Heteropterys nitida DC.
- Heteropterys nordestina Amorim
- Heteropterys oberdanii Amorim
- Heteropterys oblongifolia Gleason
- Heteropterys obovata (Small) Cuatrec. & Croat
- Heteropterys occhionii Amorim
- Heteropterys oligantha W.R. Anderson
- Heteropterys olivacea (Cuatrec.) W.R. Anderson
- Heteropterys orinocensis (Kunth) A.Juss.
- Heteropterys oxenderi W.R. Anderson
- Heteropterys palmeri Rose
- Heteropterys panamensis Cuatrec. & Croat
- Heteropterys pannosa Griseb.
- Heteropterys patens (Griseb.) A.Juss.
- Heteropterys pauciflora (A.Juss.) A.Juss.
- Heteropterys perplexa W.R. Anderson
- Heteropterys platyptera DC.
- Heteropterys prancei W.R.Anderson
- Heteropterys procoriacea Nied.
- Heteropterys prunifolia (Kunth) W.R.Anderson
- Heteropterys pteropetala A.Juss.
- Heteropterys purpurea (L.) Kunth - típusfaj
- Heteropterys reticulata Griseb.
- Heteropterys rhopalifolia A.Juss.
- Heteropterys riparia Cuatrec.
- Heteropterys rosea Kralik
- Heteropterys rubiginosa A.Juss.
- Heteropterys rufula Mart. ex A. Juss.
- Heteropterys sanctorum W.R.Anderson
- Heteropterys schulziana W.R.Anderson
- Heteropterys sericea (Cav.) A.Juss.
- Heteropterys sessilifolia A. Juss.
- Heteropterys siderosa Cuatrec.
- Heteropterys sincorensis W.R.Anderson
- Heteropterys standleyana W.R.Anderson
- Heteropterys steyermarkii W.R.Anderson
- Heteropterys subhelicina Nied.
- Heteropterys sylvatica A.Juss.
- Heteropterys syringifolia Griseb.
- Heteropterys ternstroemiifolia A.Juss.
- Heteropterys thyrsoidea A. Juss.
- Heteropterys tomentosa A.Juss.
- Heteropterys transiens Nied.
- Heteropterys trichanthera A.Juss.
- Heteropterys trigoniifolia A. Juss.
- Heteropterys umbellata A.Juss.
- Heteropterys uribei Cuatrec.
- Heteropterys velutina W.R. Anderson
- Heteropterys quetepensis Steyerm.
- Heteropterys wiedeana A. Juss.
- Heteropterys wydleriana A. Juss.
- Heteropterys xanthophylla A. Juss.